# Castello Barberini
Il castello Barberini è sito in Piazza del castello Barberini a San Vittorino (Roma).

## Storia
Il castello risale al XVII secolo ed è realizzato su strutture preesistenti del XII secolo.

## Descrizione
Il castello, o più semplicemente palazzo, pare una residenza di campagna, i merli sono stati rifatti nel 1937, le merlature precedenti presentavano una copertura a spiovente realizzate con delle tegole. Lo stemma dei Barberini raffigurante tre api è sito sull'architrave d'ingresso. Il portale d'ingresso è fiancheggiato da una torre quadrata restaurata. Le pareti esterne constano di alcuni blocchi di tufo. L'interno è stato più volte rimaneggiato. Due gruppi di case si trovano nella corte del borgo.

## Infrastrutture e trasporti
|  | Il castello è servito dalla stazione di Lunghezza. |